# Площадь Венесуэлы (Каракас)
Площадь Венесуэлы (исп. Plaza Venezuela) расположена в географическом центре города Каракас, столицы Венесуэлы. Площадь была образована и открыта для публики в 1940 году. На площади располагается множество достопримечательностей Каракаса: фонтан с подсветкой, памятник Христофора Колумба работы Мануэля де ла Ковы, скульптурные композиции «Фисиокромия в честь Андреса Бельо» Карлоса Крус-Диеса и «Открытое солнце» работы Алехандро Отеро.
Кроме того, в непосредственной близости от площади располагаются Университетский городок и Ботанический сад Каракаса, небоскрёбы Парк Сентраль, бульвар Сабана Гранде и Центр культуры и искусств.
Фонтан, украшающий площадь, 5 раз претерпевал изменения. В первое время он был даже музыкальным, а последняя реконструкция была произведена в 2009 году.
Поблизости от площади расположен вход на одноимённую станцию метрополитена Каракаса.